# Saison 2015-2016 de l'Évian Thonon Gaillard Football Club
Maillots
Chronologie
Saison précédente Saison suivante
La saison 2015-2016 de l'Évian Thonon-Gaillard Football Club, club de football français, est la première saison du club en championnat de France de Ligue 2 après sa relégation à l'issue de la saison 2014-2015 du championnat de France de Ligue 1 qu'il avait terminée à la dix-huitième place.
Dès la fin de la saison précédente, différentes décisions sont prises par les actionnaires du club conduisant à un avant-saison assez agité, avec notamment un changement de président (départ de Joël Lopez) et d'entraîneur (départ de Pascal Dupraz, remplacé par Safet Sušić).
Les ambitions affichées au début de saison sont assez rapidement revues à la baisse, et l'équipe, à nouveau en difficulté en championnat, change une nouvelle fois d'entraîneur Susic étant remplacé par son adjoint Romain Revelli.

## Avant-saison

### Actionnariat, présidence, direction sportive
Durant le début de l'avant-saison, le conflit, qui oppose depuis trois ans les actionnaires principaux du club Esfandiar Bakhtiar et Richard Tumbach à d'autres entrepreneurs locaux, désireux d'un élargissement du capital qui leur permettrait d'y faire leur entrée, au premier rang desquels Yves Bontaz, déjà sponsor maillot du club via l'entreprise Bontaz Centre, continue d'agiter le club. Aux alentours du 20 mai, ce dernier, après des mois de négociations avec les actionnaires majoritaires, affirme ne plus vouloir mettre de l'argent dans le club, ni par voie de sponsoring, ni d'actionnariat,,. Au même moment, l'ancien partenaire principal du club, Franck Riboud pointe une nouvelle fois du doigt le refus du tandem Bakhtiar-Tumbach d'ouvrir le capital, ce qui a mené selon lui à « un énorme gâchis »,,.
Le 2 juin, le président Joël Lopez quitte le club, et l'intérim est confié à Esfandiar Bakhtiar. Le communiqué de presse rendant cette décision du conseil d'administration du club publique stipule également que « le club confirme son intention d’ouverture prochaine de son capital et a d’ores et déjà confié à l’un de ses administrateurs le suivi de celle-ci ».
Quelques jours plus tard, l'ancien footballeur professionnel et entraîneur de renom Luis Fernandez annonce lui-même dans son émission radiophonique Luis attaque qu'il intègre « à titre bénévole » l'organigramme du club au sein d'une « commission sportive et technique » en tant que « conseilleur du président » Esfandiar Bakhtiar dont il est un « ami de très longue date »,,.
Le 12 juin, le journal L'Équipe annonce que lors de l'examen de ses comptes par la Direction nationale du contrôle de gestion le 27 mai, « le club s'est vu signifier l'encadrement de la masse salariale ainsi qu'une interdiction de recrutement à titre onéreux ». Le quotidien estime un « futur plan social inévitable »,.
Le 18 juin, le même journal avance que quelques jours plus tôt, le mardi 16 juin, Pascal Dupraz, entraîneur de l'équipe première et manager général du club qui s'opposait aux actionnaires principaux depuis plusieurs mois, remettant en cause leur gestion du club et notamment leurs refus d'ouvrir le capital, a été « mis à pied » et risque le licenciement pour faute grave. Selon le quotidien, un entretien entre les deux parties doit se tenir le 26 juin. Le journal indique que le fils de Pascal Dupraz, Julian Dupraz, devenu l'année précédente, directeur général de services, est également concerné par cette décision.

### Mercato estival
Le 9 juin 2015, le transfert au FC Nantes du milieu de terrain de 21 ans Adrien Thomasson, ayant joué 27 matchs sous les couleurs haut-savoyardes, est officialisé,. Le jeune savoyard est considéré par beaucoup de médias comme la « révélation de l'année » du club, même si le journal France Football fait remarquer que « ses statistiques (2 buts, 4 décisives en 21 apparitions) rendent assez peu compte de l'impact de ce milieu aussi polyvalent que talentueux ». Il désire par ce transfert « changer de dimension ».
Le 20 juin, l'attaquant Gilles Sunu est transféré au SCO d'Angers, promu en Ligue 1, après avoir passé 6 mois en Haute-Savoie.
Le 30 juin, les prolongations de contrat d'Olivier Sorlin et Cédric Barbosa sont officialisées ainsi que la résiliation de contrat du roumain Dan Nistor, déjà loin du club depuis un an et demi par voie de prêt, et la signature de son premier contrat professionnel par Alioune Fall, jeune issu de l'équipe réserve du club.
Le lendemain, le club annonce la signature du milieu de terrain Kévin Hoggas, en provenance de l'ASM Belfort, pour une durée de 3 ans.
|          | Nom                 | Type de transfert/Contrat | Provenance/Destination           | Date        |
| -------- | ------------------- | ------------------------- | -------------------------------- | ----------- |
| Arrivées | Dan Nistor          | Retour de prêt            | CS Pandurii Târgu Jiu            |             |
| Arrivées | Gianni Bruno        | Retour de prêt            | FC Lorient                       |             |
| Arrivées | Nicolas Benezet     | Retour de prêt            | SM Caen                          |             |
| Arrivées | Jordan Boy          | Premier contrat pro       | Évian TGFC (centre de formation) | 23 juin     |
| Arrivées | Alioune Fall        | Premier contrat pro       | Évian TGFC (centre de formation) | 30 juin     |
| Arrivées | Kévin Hoggas        | Transfert                 | ASM Belfort FC                   | 1er juillet |
| Arrivées | Betão               | Libre                     | Dynamo Kiev                      | 3 juillet   |
| Arrivées | Sekou Keita         | Prêt                      | Atlético Madrid                  | 7 juillet   |
| Arrivées | Morgan Kamin        | Transfert                 | AS Monaco                        | 17 juillet  |
| Arrivées | Quentin Ngakoutou   | Prêt                      | AS Monaco                        | 17 juillet  |
| Arrivées | Gustavo Campanharo  | Prêt                      | CA Bragantino                    | 1er août    |
| Arrivées | Bruno da Cruz       | Transfert                 | Itabaiana                        | 1er août    |
| Arrivées | Ibrahim Blati Touré | Prêt                      | Recreativo Huelva                | 1er août    |
| Arrivées | Hernan Altolaguirre | Prêt                      | Newell's Old Boys                | 1er août    |
| Arrivées | Aaron Appindangoyé  | Prêt                      | CF Mounana                       | 11 août     |
| Arrivées | Lamine N'Dao        | Transfert                 | Kokumbo FC                       | 31 août     |
| Arrivées | Guillaume Yao       | Transfert                 | Kokumbo FC                       | 31 août     |
| Arrivées | Fabien Centonze     | Premier contrat pro       | Évian TGFC (centre de formation) | 7 septembre |
| Arrivées | Ludovic Soares      | Premier contrat pro       | Évian TGFC (centre de formation) | 7 septembre |
| Départs  | David Ramirez       | Retour de prêt            | Deportivo Saprissa               |             |
| Départs  | Fabien Camus        | Retour de prêt            | KRC Genk                         |             |
| Départs  | Youssouf Sabaly     | Retour de prêt            | Paris Saint-Germain              |             |
| Départs  | Modou Sougou        | Retour de prêt            | Olympique de Marseille           |             |
| Départs  | Nicolás Blandi      | Retour de prêt            | CA San Lorenzo                   |             |
| Départs  | Dany Nounkeu        | Retour de prêt            | Galatasaray                      |             |
| Départs  | Mathieu Duhamel     | Retour de prêt            | SM Caen                          |             |
| Départs  | Gilles Sunu         | Fin de contrat            | Angers SCO                       |             |
| Départs  | Najib Baouia        | Fin de contrat            | RC Lens                          |             |
| Départs  | Cédric Mongongu     | Fin de contrat            | Eskişehirspor Kulübü             |             |
| Départs  | Miloš Ninković      | Fin de contrat            | Sydney FC                        |             |
| Départs  | Cédric Cambon       | Fin de contrat            | Le Havre AC                      |             |
| Départs  | Djakaridja Koné     | Fin de contrat            | Sivasspor                        |             |
| Départs  | Adrien Thomasson    | Transfert                 | FC Nantes                        | 9 juin      |
| Départs  | Daniel Wass         | Transfert                 | Celta Vigo                       | 22 juin     |
| Départs  | Dan Nistor          | Résiliation               | CS Pandurii                      | 30 juin     |
| Départs  | Nicki Bille Nielsen | Transfert                 | Esbjerg fB                       | 1er juillet |
| Départs  | Nicolas Benezet     | Transfert                 | En Avant Guingamp                | 3 juillet   |
| Départs  | Jesper Hansen       | Transfert                 | SC Bastia                        | 19 août     |
| Départs  | Jesper Juelsgård    | Transfert                 | Brøndby IF                       | 28 août     |

### Mercato hivernal
Le 27 janvier 2016, le gardien de but franco-ivoirien Axel Kackou signe un contrat de deux ans et demi au club,. Originaire de région parisienne (il est passé notamment par l'US Ivry), il avait rejoint le centre de l'AS Saint-Étienne en 2010 et y avait évolué avec les équipes de jeunes et l'équipe réserve. Il est international français en moins de 16 ans, et a fait l'objet de plusieurs pré-sélections dans l'équipe de Côte d'Ivoire A.
Le même jour, Zakariya Abarouai, qui a terminé sa formation au club, avec à son actif 12 matchs sous les couleurs haut-savoyardes, un en Ligue 1, six en Ligue 2 et cinq en Coupe, est prêté au CA Bastia qui évolue en troisième division française (National).
Le 31 janvier 2016, l'attaquant Dylan Saint-Louis est prêté au club par l'AS Saint-Étienne, où il avait fait trois apparitions avec l'équipe première en coupe lors de la saison 2015-2016 après avoir joué dans l'équipe réserve pendant quelques années,.
En difficulté depuis son arrivée au club l'année précédente, ayant connu la relégation en Ligue 2, l'attaquant international belge Gianni Bruno est prêté le 4 février au club de Krylia Sovetov Samara qui évolue en première division russe,,.
|          | Nom               | Type de transfert/Contrat | Provenance/Destination | Date       |
| -------- | ----------------- | ------------------------- | ---------------------- | ---------- |
| Arrivées | Axel Kacou        | Libre                     | AS Saint-Étienne       | 27 janvier |
| Arrivées | Dylan Saint-Louis | Prêt                      | AS Saint-Étienne       | 31 janvier |
| Départs  | Zakariya Abarouai | Prêt                      | CA Bastia              | 27 janvier |
| Départs  | Jonathan Mensah   | Transfer                  | FK Anji Makhatchkala   | 25 février |
| Départs  | Gianni Bruno      | Prêt                      | Krylia Sovetov Samara  | 26 février |

## Résultats

### Matchs de préparation
| Date       | Adversaire                  | Lieu                                                       | Résultat | Buteurs pour l'ETG                                                      |
| ---------- | --------------------------- | ---------------------------------------------------------- | -------- | ----------------------------------------------------------------------- |
| 6 juillet  | Sélection régionale         | Stade Moynat Thonon-les-Bains (Haute-Savoie)               | 7-1      | N'Sikulu 4e 6e Kaye 33e 42e Abaraoui 23e Dechene 61e (csc) Centonze 76e |
| 11 juillet | Chasselay-MDA (CFA)         | Stade Ludovic Giuly, Chasselay (Rhône)                     | 1-0      | N'Sikulu 62e                                                            |
| 14 juillet | SC Bastia (Ligue 1)         | Stade Municipal de Sallanches (Haute-Savoie)               | 2-1      | Abaraoui 76e · Kaye 89e                                                 |
| 18 juillet | FC Bourg-Péronnas (Ligue 2) | Complexe Sportif Salvatore Mazzéo, Gaillard (Haute-Savoie) | 1-1      | Clarck N'Sikulu 24e (pen.)                                              |
| 25 juillet | Jura Sud Foot (CFA)         | Complexe Sportif Salvatore Mazzéo, Gaillard (Haute-Savoie) | 0-0      |                                                                         |

### Championnat
| Journée | Date         | Adversaire              | Lieu | Résultat | Buteurs pour l'ETG                             |
| ------- | ------------ | ----------------------- | ---- | -------- | ---------------------------------------------- |
| 1       | 31 juillet   | Nîmes Olympique         | Ext. | 0-0      |                                                |
| 2       | 7 août       | Clermont Foot           | Dom. | 2-2      | Barbosa 9e Hoggas 56e                          |
| 3       | 14 août      | AC Ajaccio              | Ext. | 1-1      | Centonze 23e                                   |
| 4       | 21 août      | Chamois niortais        | Dom. | 0-0      |                                                |
| 5       | 29 août      | FC Metz                 | Ext. | 2-1      | da Cruz 79e                                    |
| 6       | 11 septembre | AJ Auxerre              | Dom. | 4-0      | Hoggas 39e Angoula 64e Bruno 78e 89e           |
| 7       | 19 septembre | Paris FC                | Ext. | 0-0      |                                                |
| 8       | 22 septembre | Red Star FC             | Dom. | 0-1      |                                                |
| 9       | 25 septembre | Football Bourg Péronnas | Ext. | 0-2      | Campanharo 47e Keita 53e                       |
| 10      | 2 octobre    | RC Lens                 | Dom. | 2-1      | Barbosa 2e Keita 28e                           |
| 11      | 17 octobre   | Dijon FCO               | Ext. | 1-3      | Keita 32e (pen.) Barbosa 50e Hoggas 76e        |
| 12      | 23 octobre   | US Créteil-Lusitanos    | Dom. | 1-2      | Keita 44e (pen.)                               |
| 13      | 30 octobre   | FC Sochaux-Montbéliard  | Ext. | 1-0      |                                                |
| 14      | 6 novembre   | Valenciennes FC         | Dom. | 4-0      | Bruno 12e N'Gakoutou 28e Bruno 72e Barbosa 85e |
| 15      | 20 novembre  | Tours FC                | Ext. | 2-1      | Centonze 49e                                   |
| 16      | 27 novembre  | Stade lavallois         | Dom. | 0-0      |                                                |
| 17      | 1er décembre | Le Havre AC             | Ext. | 3-2      | Keita 32e Campanharo 64e                       |
| 18      | 11 décembre  | Stade brestois 29       | Dom. | 0-2      |                                                |
| 19      | 17 décembre  | AS Nancy-Lorraine       | Dom. | 0-1      |                                                |
| 20      | 8 janvier    | Clermont Foot           | Ext. | 4-1      |                                                |
| 21      | 15 janvier   | AC Ajaccio              | Dom. | 0-2      |                                                |
| 22      | 23 janvier   | Chamois niortais        | Ext. | 0-3      |                                                |
| 23      | 29 janvier   | FC Metz                 | Dom. | 0-1      |                                                |
| 24      | 2 février    | AJ Auxerre              | Ext. | 3-1      |                                                |
| 25      | 5 février    | Paris FC                | Dom. | 1-0      |                                                |
| 26      | 12 février   | Red Star FC             | Ext. | 2-2      |                                                |
| 27      | 19 février   | Football Bourg-Péronnas | Dom. | 1-1      |                                                |
| 28      | 29 février   | RC Lens                 | Ext. | 1-0      |                                                |
| 29      | .4 mars      | Dijon FCO               | Dom. | 1-2      |                                                |
| 30      | 11 mars      | US Créteil-Lusitanos    | Ext. | 0-0      |                                                |
| 31      | 18 mars      | FC Sochaux-Montbéliard  | Dom. | 0-0      |                                                |
| 32      | 1er avril    | Valenciennes FC         | Ext. | 1-0      |                                                |
| 33      | 8 avril      | Tours FC                | Dom. | 0-0      |                                                |
| 34      | 15 avril     | Stade lavallois         | Ext. | 2-1      |                                                |
| 35      | 22 avril     | Le Havre AC             | Dom. | 1-1      |                                                |
| 36      | 29 avril     | Stade brestois 29       | Ext. | 0-2      |                                                |
| 37      | 6 mai        | AS Nancy-Lorraine       | Ext. | 1-0      |                                                |
| 38      | 13 mai       | Nîmes Olympique         | Dom. | 4-1      |                                                |

### Coupe de la Ligue
Le club savoyard se qualifie automatiquement pour le 2e tour de la Coupe de la Ligue en raison de la perte du professionnalisme de l'AC Arles-Avignon, rétrogradé en CFA. Les savoyards remportent donc le match 0-3 par forfait.
| Date       | Tour          | Adversaire                  | Lieu | Résultat          | Buteurs pour l'ETG                             |
| ---------- | ------------- | --------------------------- | ---- | ----------------- | ---------------------------------------------- |
| 11 août    | 1er tour      | AC Arles-Avignon (National) | Ext. | 0-3               | forfait de l'AC Arles-Avignon                  |
| 25 août    | 2e tour       | Clermont Foot (Ligue 2)     | Dom. | 3-2               | Centonze 17e Altolaguirre 27e Appindangoyé 48e |
| 27 octobre | 16e de finale | Stade lavallois (Ligue 2)   | Dom. | 2 (4) - 2 (5) tab | Campanharo 80e Hoggas 114e                     |

### Coupe de France
| Date        | Tour          | Adversaire             | Lieu | Résultat | Buteurs pour l'ETG                                          |
| ----------- | ------------- | ---------------------- | ---- | -------- | ----------------------------------------------------------- |
| 14 novembre | 7e tour       | GS Consolat (National) | Ext. | 0-1      | Bruno 29e                                                   |
| 5 décembre  | 8e tour       | AS Lyon-Duchère (CFA)  | Ext. | 0-1      | Keita 70e                                                   |
| 5 janvier   | 32e de finale | FC Annecy (CFA 2)      | Ext. | 1-4 a.p. | Keita 31e Keita 95e (pen.) Campanharo 105e Blati Touré 114e |
| 19 janvier  | 16e de finale | AS Monaco (Ligue 1)    | Dom. | 1-3 a.p. | Kamin 63e                                                   |

### Matchs amicaux de trêves
| Date      | Adversaire                         | Lieu                                                              | Résultat | Buteurs pour l'ETG   |
| --------- | ---------------------------------- | ----------------------------------------------------------------- | -------- | -------------------- |
| 9 octobre | Lausanne Sports (Challenge League) | Stade olympique de la Pontaise, Lausanne (Canton de Vaud, Suisse) | 2-2      | Bruno 27e Hoggas 90e |